# Раша (тканина)
Ра́ша (серб. раша; англ. rasha; порт. raxa; кит.: 羅紗, luóshā; яп. ラシャ) — різновид балканського грубошерстного сукна. Виготовлялося з овечої вовни. Назва походить від назви сербської середньовічної держави Рашка. Один із товарів, яким торгували купці Рагузької республіки в країнах Європи та Османській імперії. Скуповувався португальцями, які вивозили його до Індії, Китаю, Японії. У азійських країнах стало загальною назвою європейського сукна. Використовувалося для пошиття одягу.